# Sagan om Sverige
Sagan om Sverige är en dokumentärserie om Sveriges förhistoria som visades 1985. Den producerades av Bo G Eriksson och Carl Löfman.